# Miran
Oswaldo Miranda, mais conhecido como Miran, é designer gráfico brasileiro de Paranaguá, diretor de arte, ilustrador, calígrafo, cartunista e editor.
É um dos mais destacados designers brasileiros e editor da Revista Gráfica. 
Começou sua carreira ainda nos anos 1970, trabalhando como diretor de arte em “O Raposa”, encarte do jornal Diário do Paraná.
Ganhou mais de 350 prêmios, dos quais a maioria é internacional. É membro fundador do Clube dos Diretores de Arte do Brasil e membro do Type Directors Club of New York (desde 1978) e do Art Directors Club of New York (desde 1975).  

## Revista Gráfica
No início da década de 80, promoveu a mostra Grafia, exibindo trabalhos de significativos designers estrangeiros ao lado de talentos nacionais. A exposição gerou um catálogo que mais tarde se transformou na Revista Gráfica.